# سس شکلات
سس شکلات یا سیروپ شکلات یک چاشنی شیرین با طعم شکلات است. سس شکلات به عنوان تزئین یا تکمیل طعم در دسرهای مختلف از جمله بستنی‌ها به کار می‌رود. سس شکلات همچنین در ترکیب با شیر برای ایجاد شیرکاکائو و در ترکیب با شیر و بستنی برای ایجاد میلک شیک به کار می‌رود. این سیروپ در پودینگ‌ها نیز به کار می‌رود. سس شکلات هم به‌صورت محصول تولید می‌شود و هم به شکل خانگی قابل تهیه است. 

## مواد تشکیل‌دهنده
یک سس شکلات ساده می‌تواند از پودر کاکائو، پودر قند، شیر، کره و آب تشکیل شده‌باشد. همچنین ممکن است موادی مثل آرد، تخم مرغ، روغن مایع، نشاسته و شکلات تلخ در آن استفاده شود.

## نگارخانه

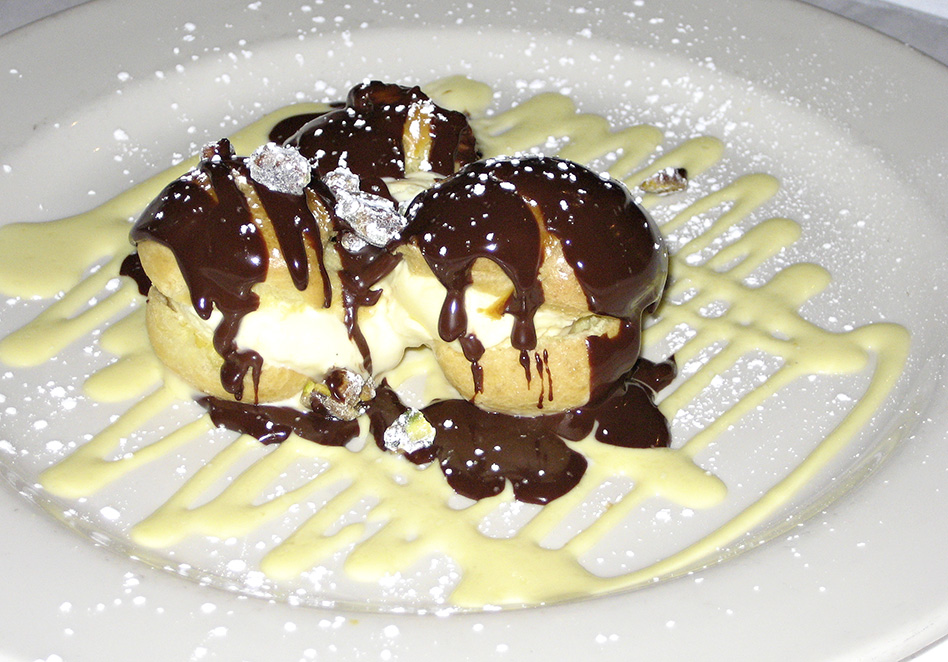
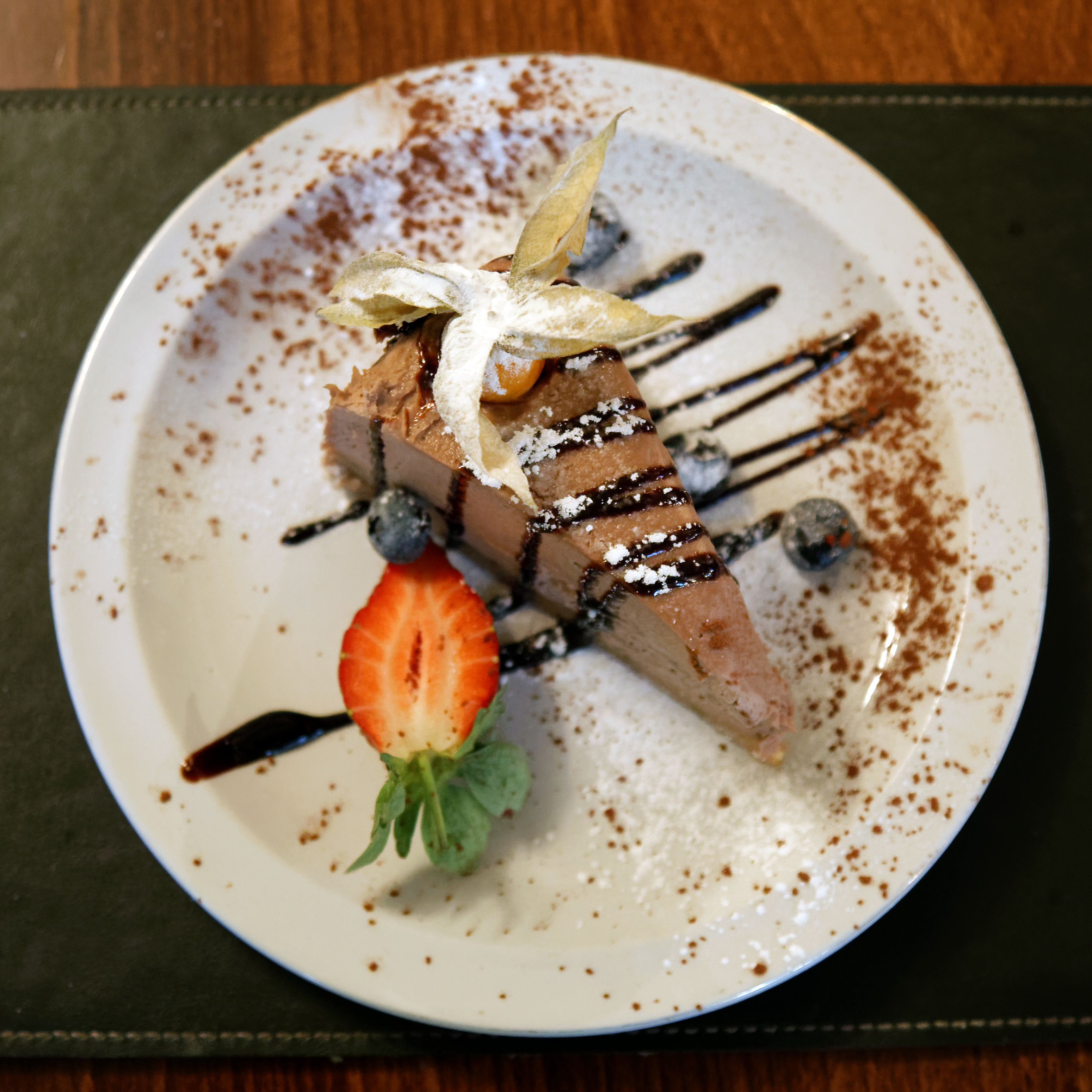
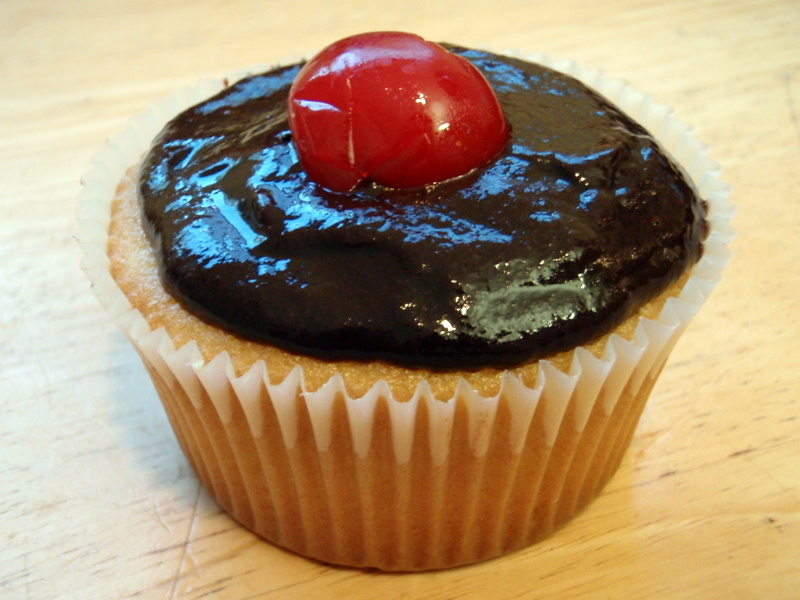
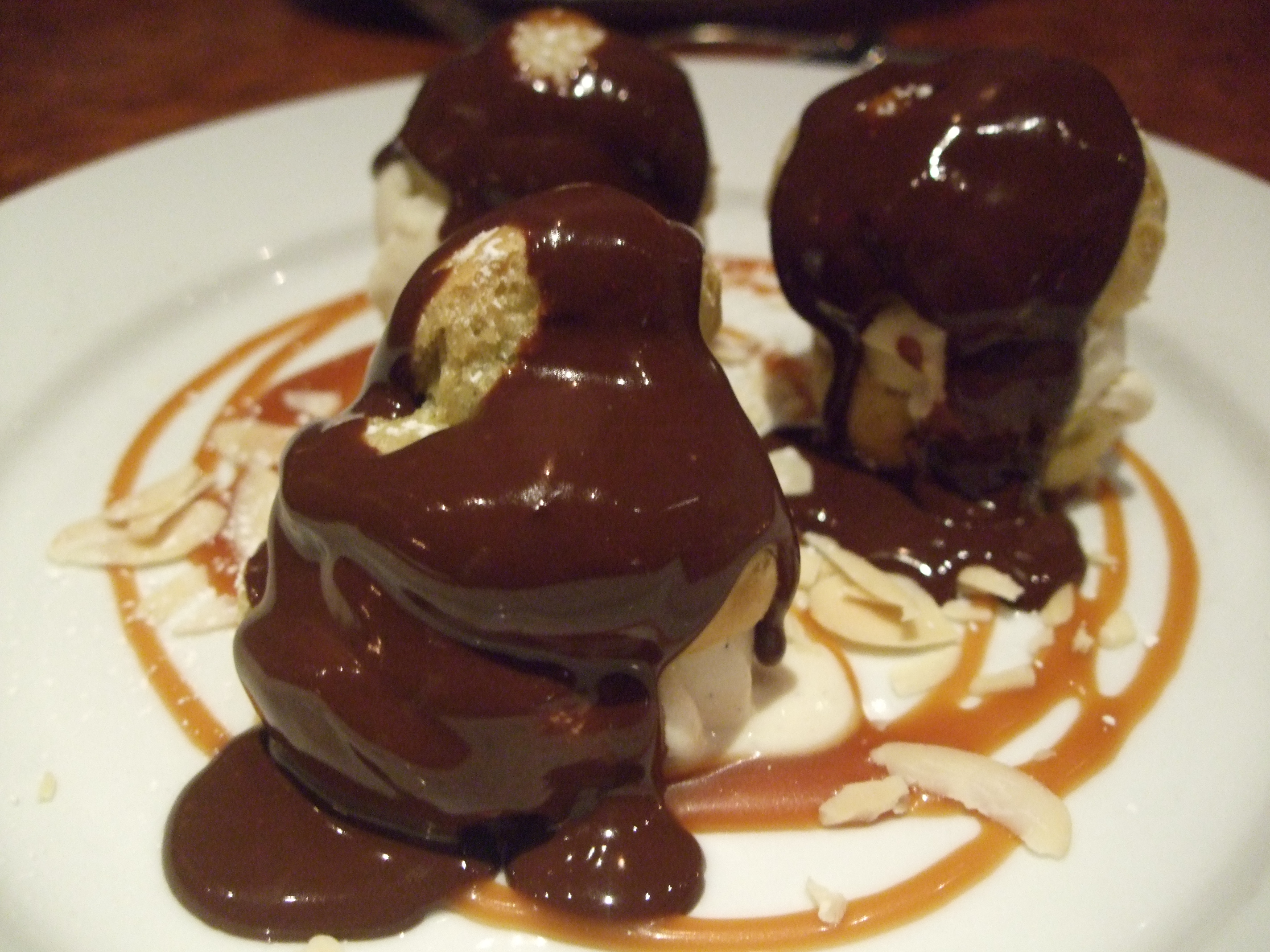
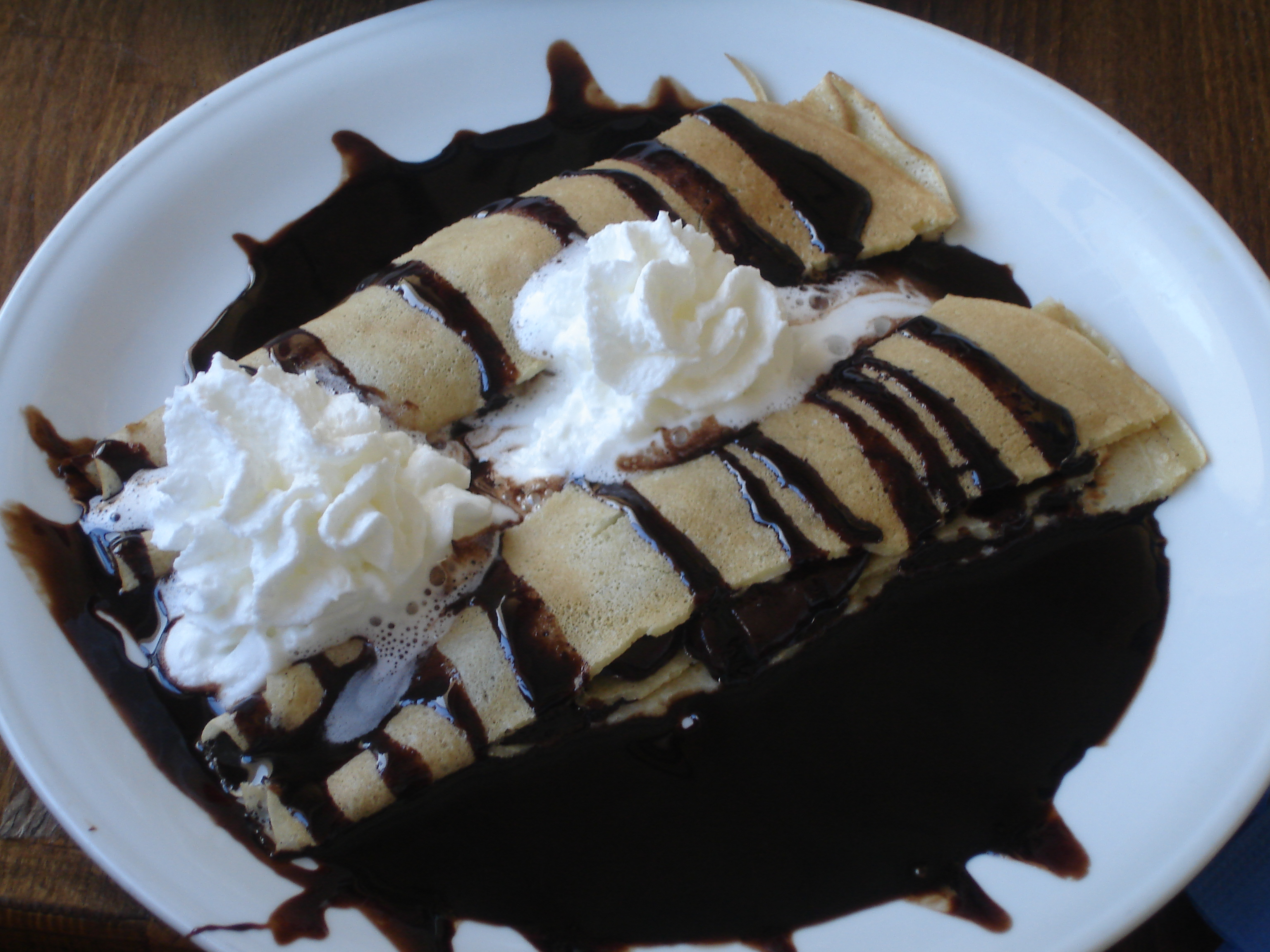
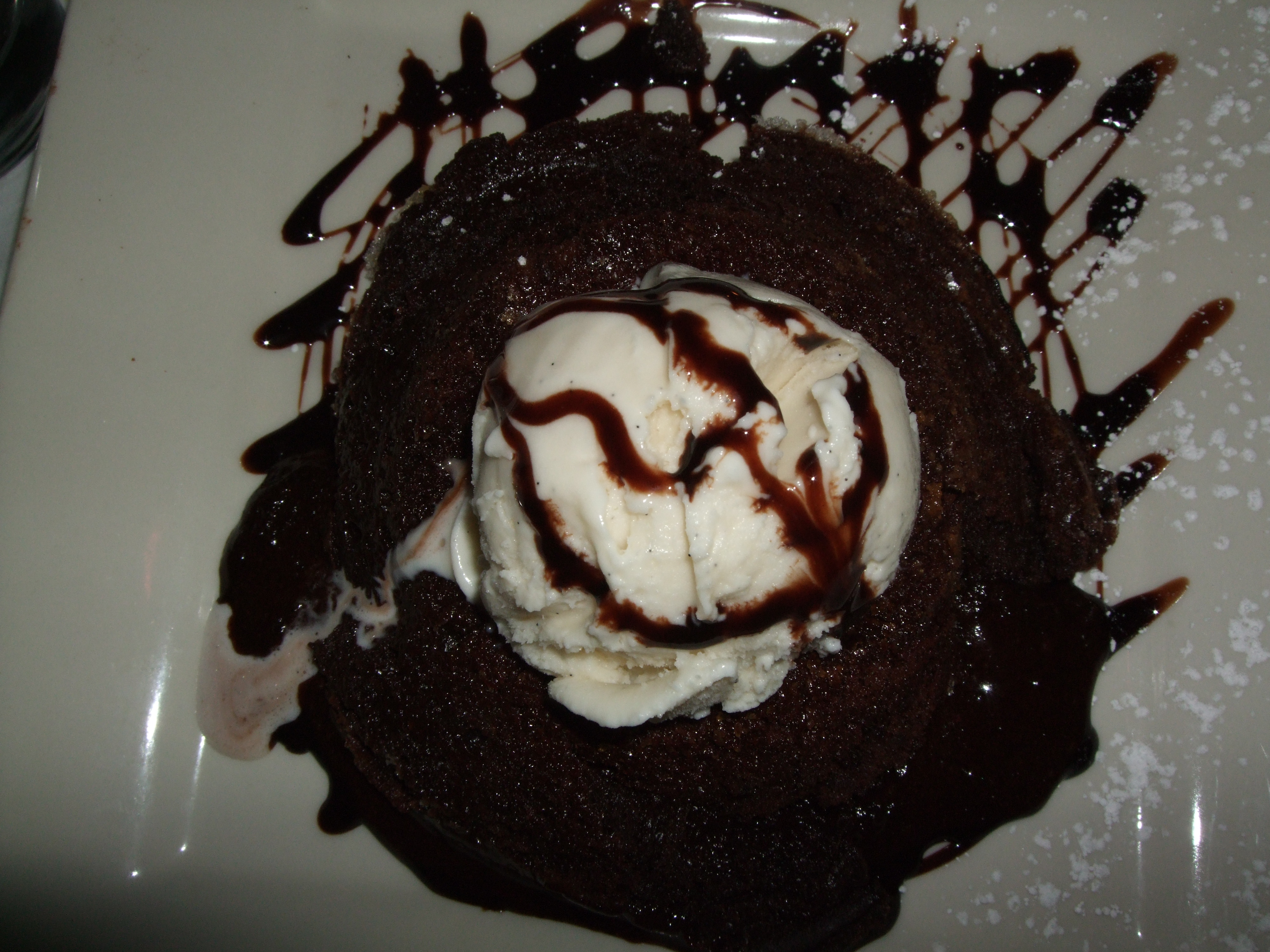